# Paní jezera
Kniha Paní jezera (v originále Pani Jeziora) je pátou a poslední částí fantasy ságy o Zaklínači. Napsal ji polský autor Andrzej Sapkowski. V originále vyšla roku 1999, český překlad vyšel o rok později u nakladatelství Leonardo. Prozatím nejnovější vydání vyšlo roku 2017 u stejného nakladateství

## Děj
Yennefer je uvězněna ve Vilgefortzově (čaroděj, který se přidal na stranu Nilfgaardu) sídle. Geralt a jeho skupina pobývá v Toussaintu. Dostali se tam díky Marigoldovi, jenž měl pletky s vysoce postavenou kněžnou z Toussiantu, které Marigold říká Lasička. Geralt začne dostávat zakázky na zneškodnění netvorů. Pomoc mu nabízí čarodějka Fringilla, která ale jedná na příkaz Lóže a má Geralta co nejdéle udržet v Toussiantu, protože Lóže má s Ciri jiné plány (chtějí ji provdat za jednoho prince, aby měli čarodějkami ovládaný stát. Podle věštby má Ciriin potomek zničit současný svět a na jeho troskách vystavět nový svět). Geralt při své práci najde tajný vchod, díky kterému se dozví, kde má Vilgefortz sídlo, a okamžitě spolu s Regisem, Milwou, Cahirem a Angoulême odjíždí. Marigold zůstává v Toussiantu. Geralt nevěří Fringille, a tak jí dává falešnou informaci.
Mezitím se Ciri dostane portálem ve Věži vlaštovky do země elfů. Tam je držena magií, protože elfové ji potřebují jako matku dítěte, které by jim vrátilo jejich bývalou moc. Jednou se dostane ke stádu jednorožců a tam potkává jednorožce, kterého zachránila na poušti v knize Čas opovržení. Díky němu se jí podaří uprchnout a s jeho pomocí se učí přemisťovat se napříč světy a časy. Chce se vrátit do svého vlastního světa ve správné době, ale nedaří se jí to. Po nějakém čase se objeví (už bez jednorožce) u čarodějky Nimue – Paní jezera – a ta jí pomůže dostat se do správné doby. Dostane se do Vilgefortzova sídla, který ji zajme a chce využít Ciriiny schopnosti.
V té době začíná bitva u Brenny – rozhodující střet mezi Nilfgaardem a státy Severu. Současně se Geralt a jeho skupina dostává do Vilgefortzova hradu. Milwu zabije šíp. Geralt osvobodí Yennefer a společně se pouští do boje s Vilgefortzem. Ciri se osvobodí, ale narazí na Bonharta. Cahir se jí pokusí ochránit, ale Bonhart ho zabije. Na následky zranění umírá i Angoulême. Ciri a Bonhart se utkají a nakonec se jí ho podaří zabít. Na Vilgefortze se vrhne Regis, ale čaroděj upíra zabije. V následném souboji Geralt (pomocí amuletu od čarodějky Fringilly Vigo) Vilgefortze porazí. Všichni tři se shledají, ale na hrad dorazí císař Emhyr s vojáky. Geralt pozná, že je to Duny – otec Ciri. Protože Yennefer a Geralt znají jeho totožnost, navrhne jim, aby spáchali sebevraždu. Oba přijímají. Emhyr má v úmyslu si vzít Ciri za ženu a zplodit s ní dědice. Nakonec si to rozmyslí a pouze se s Ciri rozloučí a odjede do Nilfgaardu. Ciri zastaví Geralta a Yennefer při pokusu o sebevraždu.
Bitvu u Brenny vyhrají státy severu a uzavřou s Nilfgaardem mír. Geralt spolu s Marigoldem jede do Rivie, kde se potká se starými přáteli – Zoltanem a Yarpenem. Yennefer dostává příkaz od Lóže, aby přivedla Ciri. Původní plán Lóže – provdat Ciri za prince – se neuskuteční kvůli následným událostem. Čarodějky z Lóže po hlasování pustí Ciri na setkání s Geraltem do Rivie. Mezitím si Geralt a jeho přátelé povídají v hospodě. V městě mezitím vypuká pogrom na nelidi. Geralt se je vydává bránit, ale při tom ho sedlák probodne vidlemi. Do toho přijíždí Ciri, Yennefer a Triss. Triss se povede kouzly rozehnat dav, Yennefer se pokouší oživit Geralta, ale vyčerpáním umírá. Ciri se povede spolu s jednorožcem, který se objeví, je oživit a odveze je do jiného světa. Sama se přenese do jiného světa – do doby Artušovských legend. 